# یاستژانبکا موودا
یاستژانبکا موودا (به لاتین: Jastrząbka Młoda) یک روستا در لهستان است که در گمینا شنگادووو واقع شده‌است.